# Enlace eD2k
En informática, un enlace eD2k (ed2k://) es un hiperenlace usado para localizar archivos dentro de la red peer-to-peer eDonkey. Este tipo de enlaces hacen referencia a un archivo de forma unívoca y pueden compartirse a través de páginas web o cualquier otro medio. Originalmente fue implementado en el cliente eDonkey2000, pero ha sido adoptado por la mayoría de los programas capaces de conectarse a la red eDonkey como eMule, aMule, Shareaza o MLDonkey entre otros.
Los enlaces eD2k fueron uno de los primeros URIs introducidos en las redes peer-to-peer y esto tuvo un gran efecto en el desarrollo de la red eDonkey porque permitía que páginas web externas proporcionaran contenidos verificados dentro de la red. Hoy en día los enlaces magnet están sustituyendo a los enlaces eD2k. Estos tienen un papel similar, pero no están limitados solo a la red eDonkey, sino que también pueden ser usados en otras redes como por ejemplo la red BitTorrent.
Estos enlaces usan un hash criptográfico para identificar de forma unívoca los archivos dentro de la red. Esto permite que aunque un archivo tenga diferentes nombres en distintos ordenadores de la red, pueda ser descargado de todas las fuentes, por lo tanto no depende del nombre de los archivos sino de su contenido.
Al igual que ocurre con otros protocolos URI, los navegadores web pueden ser configurados automáticamente para abrir los enlaces eD2k con el programa de descarga correspondiente.

## Estructura de un enlace eD2k
Los enlaces además de utilizarse para localizar archivos pueden usarse para otras tareas como importar una lista de servidores por ejemplo. Los enlaces para archivos van precedidos con la palabra file y pueden contener las siguientes partes, aunque solo es obligatorio el nombre del archivo, el tamaño y el hash MD4 del archivo:
ed2k://|file|nombre del archivo|tamaño en bytes|hash MD4 del archivo|p=hahses de los bloques separados por dos puntos|h=hash SHA1 del archivo|/|sources,fuentes que tienen el fichero (IP:puerto)|/
Un ejemplo típico puede ser el siguiente:
ed2k://|file|eMule0.50a-Installer.[contentdb.emule-project.net].exe|3389035|3D366ED505B977FC61C9A6EE01E96329|h=EKE4PSKRQ65MWEPFTRDSAHW5VMDIMFAJ|/
Donde eMule0.50a-Installer.[contentdb.emule-project.net].exe es el nombre del archivo, 3389035 es el tamaño en bytes (3.23 MB), 3D366ED505B977FC61C9A6EE01E96329 es el hash MD4 del archivo y EKE4PSKRQ65MWEPFTRDSAHW5VMDIMFAJ es el hash SHA1.
Los enlaces eD2k también pueden incluir la dirección IP y el puerto de clientes que tienen el archivo. Esto se hace añadiendo la lista de fuentes después de la parte principal del enlace:
ed2k://|file|The_Two_Towers-The_Purist_Edit-Trailer.avi|14997504|965c013e991ee246d63d45ea71954c4d|/|sources,202.89.123.6:4662|/
Para otras tareas los enlaces comienzan con server, serverlist, nodelist o firend.